# Eredivisie (mannenhandbal) 1989/90
De Eredivisie  is de hoogste afdeling van het Nederlandse handbal bij de heren op landelijk niveau. In het seizoen 1989/1990 werd VGZ/Sittardia voor de veertiende keer landskampioen. Bevo HC en Swift Arnhem degradeerden naar de Eerste divisie.

## Opzet
De twaalf teams spelen in competitieverband tweemaal tegen elkaar. De nummer één mag zich landskampioen van Nederland noemen, de nummers elf en twaalf degraderen naar de eerste divisie.

## Teams
| Club                   | Plaats    | Provincie     | Trainer                                                 | Hal            |
| ---------------------- | --------- | ------------- | ------------------------------------------------------- | -------------- |
| Aalsmeer               | Aalsmeer  | Noord-Holland | Cees van Meurs                                          | De Bloemhof    |
| Bevo Heldia Combinatie | Panningen | Limburg       | Wim Bakker                                              | Puishof        |
| Kwantum/Blauw-Wit      | Neerbeek  | Limburg       | Guus Cantelberg                                         | De Haamen      |
| HAKA/E&O               | Emmen     | Drenthe       | Harry Weerman                                           | Angelslo       |
| ESCA                   | Arnhem    | Gelderland    | Gijs van Koppenhagen                                    | Valkenhuizen   |
| Center Tapijt/Hellas   | Den Haag  | Zuid-Holland  | Peter Barreveld Fred Overmans ontslagen op januari 1990 | Duuvensteinhal |
| Copes/Hermes           | Den Haag  | Zuid-Holland  | Jan Alma                                                | Ockenburghal   |
| Hatrans/Hengelo        | Hengelo   | Overijssel    | Wim Platvoet                                            | Veldwijk       |
| VGZ/Sittardia          | Sittard   | Limburg       | Jo Maas                                                 | Stadssporthal  |
| Swift Arnhem           | Arnhem    | Gelderland    | George van Noesel                                       | Elderveld      |
| Helioform/Tachos       | Waalwijk  | Noord-Brabant | Gio Antonioli                                           | Taxandriahal   |
| Herschi/V&L            | Geleen    | Limburg       | Pim Rietbroek                                           | Glanerbrook    |

## Stand
| Pos | Club                   | Wed | Ptn | Opmerking                      |
| --- | ---------------------- | --- | --- | ------------------------------ |
| 1   | VGZ/Sittardia          | 22  | 37  | Landskampioen                  |
| 2   | Helioform/Tachos       | 22  | 36  |                                |
| 3   | HAKA/E&O               | 22  | 32  |                                |
| 4   | Copes/Hermes           | 22  | 28  |                                |
| 5   | Herschi/V&L            | 22  | 26  |                                |
| 6   | Aalsmeer               | 22  | 25  |                                |
| 7   | Kwantum/Blauw-Wit      | 22  | 19  |                                |
| 8   | Center Tapijt/Hellas   | 22  | 15  |                                |
| 9   | Hatrans/Hengelo        | 22  | 14  |                                |
| 10  | ESCA                   | 22  | 14  |                                |
| 11  | Swift Arnhem           | 22  | 12  | Degradatie naar eerste divisie |
| 12  | Bevo Heldia Combinatie | 22  | 6   | Degradatie naar eerste divisie |